# 希蒙·久乌科夫斯基
希蒙·久乌科夫斯基（波蘭語：Szymon Ziółkowski，1976年7月1日—），波兰男子田径运动员。他曾代表波兰参加1996年、2000年、2004年、2008年和2012年夏季奥林匹克运动会田径比赛，其中2000年奥运会获得一枚金牌。